# Vildsvinehegnet
Vildsvinehegnet er et lamelhegn som er opført på den danske side af den dansk-tyske grænse for at forhindre vildsvin i at krydse grænsen til Danmark fra Tyskland og derved potentielt bringe sygdommen afrikansk svinepest til Danmark. Hegnet er 68 km langt og op til 1,5 m højt. Hegnet går også en halv meter under jorden. Der er 20 åbninger i hegnet hvor der er Schengen grænseovergange eller større krydsende vandløb. Desuden er der låger eller færiste i hegnet for mindst hver kilometer. For hver 100 meter hegn er der en åbning på 20 gange 20 cm hvor mindre dyr end vildsvin (for eksempel ræve, oddere, traneungee, grævlinger og harer) kan komme igennem. Hegnet har omkring 27.200 stolper.
Hegnet menes at have virket efter hensigten, idet der i 2023 kun blev rapporteret set ét vildt vildsvin i Danmark, og Naturstyrelsen mener at det er på grund af hegnet at antallet er så lavt.

## Baggrund
Svinesygdommen afrikansk svinepest blev første gang registreret i EU i 2014, og i 2018 var der fundet vildsvin med sygdommen i 9 EU-lande. Hvis sygdommen spredte sig til Danmark, ville det betyde begrænsninger i Danmarks eksport af svinekød som kunne medføre et årligt tab på 11 milliarder kroner. Derfor aftalte den daværende VLAK-regering i marts 2018 med Dansk Folkeparti at opføre vildsvinehegnet. Socialdemokratiet støttede opførelsen, og anlægsloven for vildsvinehegnet vedtoges i Folketinget i juni 2018.

## Opførelse
Miljøstyrelsen gav tilladelse til hegnet i august 2018 efter at have gennemgået 29 høringssvar. I december 2018 vandt virksomheden SER Hegn i Fredericia et udbud om at opføre hegnet. De begyndte opsættelsen i januar 2019
og blev færdige i december samme år.
Flere rådyr er kommet til skade og døde eller har måttet aflives fordi deres klove sad fast mellem lamellerne i hegnet. Det førte til at 600 meter af hegnet blev udskiftet i år 2000 til en mere finmasket type som hjorte ikke kan få deres klove i klemme i.

## Pris
Hegnet var budgetteret til at koste 80 millioner kroner, men den samlede pris endte på omkring 45 millioner kroner.
Desuden var der i hegnets første tid månedlige vedligeholdelsesomkostninger på op til 150.000 kr. på grund af hærværk, væltede træer, erosion og landmænd som kørte ind i hegnet. I efteråret 2021 var vedligeholdelsesomkostninger faldet til omkring 30.000 kr. om måneden som hovedsageligt gik til småskader og skader forårsaget af væltede træer.

## Protester
Der var en del modstand mod hegnet. 15 danske og tyske organisationer klagede i september 2018 over det til EU-Kommissionen, og der var en demonstration mod det ved den dansk-tyske grænse 30. september 2018 med omkring 70 deltagere fra begge lande. Et af kritikpunkterne var at vildsvinehegnet vil skade andre dyrearter. Andre argumenter som er fremført af Danmarks Naturfredningsforening imod vildsvinehegnet, er at det ikke ville virke, idet vildsvin kan hoppe over det eller svømme til Danmark, at svinepest i høj grad spredes mellem mennesker, og at vildsvin er naturligt hjemmehørende i Danmark og vil være en berigelse af den danske natur.
Frem til maj 2020 blev der tre gange øvet hærværk mod hegnet.
- Grænseovergang på Madeskovvej syd for Kruså
- Hegnets østlige ende i Flensborg Fjord
- Vildsvinehegnet ved Vadehavet, set fra den tyske side af grænsen